# I Got a Bag of My Own
"I Got a Bag of My Own" é uma canção funk de James Brown. Apresenta arranjos de David Matthews. Lançada como single em  1972, alcançou o número 3 da parada R&B e número 44 da parada Pop. Também aparece no álbum Get on the Good Foot.